# Florence Descampe
Jonkvrouw Florence Descampe (Brussel, 1969), is een gewezen Belgische golfprofessional. Zij heeft op de Europese- en Amerikaanse PGA Tour gespeeld. 

## Biografie
Florence is de dochter van jhr. Emmanuel Descampe en Caroline Vercruysse, de oprichters van de golfclub Rigenée.
Zij won haar eerste toernooi op de LET op 19-jarige leeftijd en was toen de jongste winnares ooit.
In 1989 werd Descampe 2de bij het Weetabix Women's British Open op Woburn.

Descampe ging in 1992 op de Amerikaanse Tour spelen en werd meteen 'Rookie of the Year'. Haar coach was toen David Leadbetter in Florida.
In 1994 speelt zij echter alweer in Europa en nam caddie Mark Fulcher over van Laura Davies.
Ze is een 'Life-Member' van de Europese Tour.

Zij heeft de volgende toernooien gewonnen:

### Amateur
- 1985: Challenge Philippe Chabeau
- 1986: Challenge Denise Hauzeur
- 1987: NK Matchplay, NK Jeugd, Challenge Philippe Chabeau, Challenge Denise Hauzeur

### Professional

#### Ladies European Tour
- 1990: Rome Classic, Italiaans Open, Woolmark Matchplay Kampioenschap
- 1991: Duits Open
- 1994: Oostenrijks Ladies Open

#### LPGA Tour
- 1992: McCall's LPGA Golf Classic op Stratton Mt.

### Teams
- 1992 : de Solheim Cup met het Europese team op Dalmahoy in Schotland.

### Trivia
In 1995 - toen haar golfcarrière voorbij was - werkte ze  op het secretariaat van de Golf de Rigenée samen met haar moeder Caroline. Uit haar huwelijk met Daniel van Dievoet, overleden in 2011, heeft Florence Descampe drie kinderen gekregen.